# Trionfi

Trionfi (Triomphes) est un triptyque musical du compositeur Carl Orff, contenant notamment la célèbre cantate scénique Carmina Burana. Il révèle l'intérêt de Orff pour la poésie médiévale allemande. Même si l'œuvre peut sonner moderne dans ses techniques de composition, Orff a été capable de reproduire l'esprit de la période médiévale dans sa trilogie, grâce aux rythmes et aux tonalités faciles.
1. Carmina Burana
2. Catulli carmina
3. Trionfo di Afrodite

## Enregistrements intégraux
- Herbert Kegel, Orchestre et le Chœur Symphonique de la Radio de Leipzig avec Karl-Heinz Stryczek, Reiner Suß, etc.,Berlin Classics, 1995.
- Eugen Jochum, Chœur et Orchestre de la Radio Bavaroise, Deutsche Grammophon, 3 vinyles 33 tours (1953, 1954, 1956) 1957 / 2 CD 2003.